# Aurel-Horea Soporan
Aurel-Horea Soporan (n. 16 august 1967) este un senator român, ales în 2016. 